# Анисимово (Калининский район)
Анисимово — деревня в Калининском районе Тверской области. Относится к Верхневолжскому сельскому поселению.
Население по переписи 2002 — 15 человек, 5 мужчин, 10 женщин.
Расположена в 28 км к югу от Твери, в 12,5 км от центра поселения деревни Квакшино.

## История
В Списке населенных мест 1859 года значится казённая деревня Анисимово, 28 вёрст от Твери, 16 дворов, 55 жителей. Во второй половине XIX — начале XX века деревня Анисимово относилась к Воскресенской волости Тверского уезда и была в приходе Петропавловской церкви погоста Петровское. Петропавловская церковь была построена в 1760 году и содержала три престола: холодный — Петра и Павла, и два отапливаемых — Святителя Николая и Преподобной Марии Египетской. В приход церкви, кроме жителей Анисимово, входили прихожане деревень: Башмаково, Завражье, Кашино, Колошино, Котово, Криково, Курово, Львово, Марьино, Павшино, Филипцево.